# Gabunische Fußballnationalmannschaft
Die gabunische Fußballnationalmannschaft, die den afrikanischen Staat Gabun im Fußball repräsentiert, untersteht der Fédération Gabonaise de Football.
Der Mannschaft ist es bisher nicht gelungen, sich für eine Fußball-Weltmeisterschaft zu qualifizieren. Für den Afrika-Cup qualifizierte sich die Mannschaft hingegen bereits siebenmal. Dabei wurde zweimal das Viertelfinale erreicht, in dem jedes Mal im Elfmeterschießen verloren wurde.
Die in Europa aktiven Nationalspieler spielen überwiegend in der ersten und zweiten französischen Liga.

## Turniere

### Weltmeisterschaft
- 1962: nicht teilgenommen
- 1966: zurückgezogen
- 1970: nicht teilgenommen
- 1974: zurückgezogen
- 1978 bis 1986: nicht teilgenommen
- 1990 bis 2022: nicht qualifiziert

In der Qualifikation für die Fußball-Weltmeisterschaft 2014 in Brasilien traf Gabun auf Burkina Faso, den Niger und die Republik Kongo. Durch eine 0:1-Niederlage am letzten Spieltag in Burkina Faso wurde Gabun Gruppendritter und verpasste die Qualifikation.

### Afrikameisterschaft
- 1962 bis 1970: nicht teilgenommen
- 1972: nicht qualifiziert
- 1974: zurückgezogen
- 1976: nicht teilgenommen
- 1978: nicht qualifiziert
- 1980: nicht teilgenommen
- 1982 bis 1992: nicht qualifiziert
- 1994: Vorrunde
- 1996: Viertelfinale
- 1998: nicht qualifiziert
- 2000: Vorrunde
- 2002 bis 2008: nicht qualifiziert
- 2010: Vorrunde
- 2012: Viertelfinale (Co-Gastgeber mit Äquatorialguinea)
- 2013: nicht qualifiziert
- 2015: Vorrunde
- 2017: Vorrunde
- 2019: nicht qualifiziert
- 2022: Achtelfinale
- 2024: nicht qualifiziert
- 2025: qualifiziert

### Afrikanische Nationenmeisterschaft
- 2009: nicht qualifiziert
- 2011: Vorrunde
- 2014: Viertelfinale
- 2016: Vorrunde
- 2018: vor der Qualifikation zurückgezogen
- 2021: nicht zugelassen
- 2023: nicht teilgenommen
- 2025: nicht teilgenommen

### UDEAC / CEMAC Cup
- 1985 – Sieger
- 1988 – Sieger
- 2003 – Vierter
- 2005 – Dritter
- 2006 – Dritter
- 2007 – Zweiter
- 2008 – Vorrunde
- 2009 – Vierter
- 2010 – Vorrunde
- 2013 – Sieger (Gastgeber des zunächst für 2011 geplanten Turniers)
- 2014 – Vorrunde

### UNIFFAC Cup
- 1999 – Sieger

## Rekordspieler
(Stand: 18. November 2024)
| Spiele    | Spieler                     | Position   | Zeitraum  | Tore |
| --------- | --------------------------- | ---------- | --------- | ---- |
| 114 (112) | Didier Ovono                | Tor        | 2003–     | 0    |
| 110       | François Amégasse           | Abwehr     | 1984–2000 | 09   |
| 107       | Bruno Ecuélé Manga          | Abwehr     | 2006–     | 09   |
| 92        | Etienne Douha Kassa Ngoma   | Mittelfeld | 1985–1997 | 07   |
| 88        | Carlos Cédric Moubamba Saib | Mittelfeld | 1998–2012 | 03   |
| 80        | Valéry Olivier Ondo Ebe     | Mittelfeld | 1988–2001 | 12   |
| 79        | Pierre-Emerick Aubameyang   | Angriff    | 2009–     | 33   |
| 78        | André Biyogo Poko           | Mittelfeld | 2010–     | 03   |
| 78        | Lloyd Palun                 | Mittelfeld | 2011-     | 01   |
| 77        | Théodore Nzué Nguéma        | Angriff    | 1995–2005 | 23   |
| 75        | Guélor Kaku Kanga           | Abwehr     | 2012–     | 03   |
| 72        | Germain Rufin Mendomé       | Tor        | 1988–2000 | 0    |
| 70        | Aaron Appindangoyé          | Abwehr     | 2012–     | 02   |
| 70        | Rodrigue Moundounga         | Abwehr     | 2001–2016 | 01   |
| 69        | Bruno Mbanangoyé Zita       | Mittelfeld | 1999–2012 | 11   |

- Quelle: Gabon – Record International Players (englisch)

## Rekordtorschützen
(Stand: 18. November 2024)
| Tore | Spieler                   | Zeitraum  | Spiele |
| ---- | ------------------------- | --------- | ------ |
| 33   | Pierre-Emerick Aubameyang | 2009–     | 79     |
| 23   | Théodore Nzué Nguéma      | 1995–2005 | 77     |
| 21   | Guy-Roger Nzamba          | 1988–2000 | 52     |
| 14   | Michel Minko              | 1984–1990 | 41     |
| 13   | Daniel Cousin             | 2000–2014 | 60     |
| 13   | Brice Mackaya             | 1992–1999 | 43     |
| 12   | Malick Evouna             | 2012–2019 | 34     |
| 12   | Valéry Ondo               | 1988–2001 | 80     |
| 11   | Denis Bouanga             | 2018–     | 44     |
| 11   | Bruno Mbanangoyé Zita     | 1999–2012 | 68     |

- Quelle: Gabon – Record International Players (englisch)

## Trainer
- Karl-Heinz Weigang (1989–1994)
- Jairzinho (2003–2005)
- Gernot Rohr (2010–2012)
- Paulo Duarte (2012–2013)
- José Antonio Camacho (2016–2018)
- Daniel Cousin (2018–2019)
- Patrice Neveu (2019–2023)
- Thierry Mouyouma (seit 2023)